# ボルト (銃)

初期後装銃の遊底の作動原理

ボルトあるいは遊底（ゆうてい）は、発射薬が燃焼する間、薬室の後部をブロックする銃器類の機構部品である。
ボルトアクション式、レバー・アクション式、そして、ポンプアクション式のライフル銃や散弾銃のような手動式火器では、遊底は発砲の間はロッキング・ラグ（閉鎖機構の一部で遊底を停止させるための突起部）によって固定され、全てのガス圧力は前方へと向けられる。遊底は射撃のたびに手動操作、また自動式火器では反動・薬莢底部の圧力・発射ガス圧の一部・外部動力のいずれかによって後退し、リコイル・スプリングの力で前へと押し戻される動きを繰り返す。この後退時にエキストラクター（排莢機構）が使用済みの空薬莢を薬室から引き出し、空薬莢はエジェクター（蹴子）によって銃の外へ投棄される。ボルトが前進する際には、弾倉から新しい銃弾を引き出して薬室へ押し込む。エキストラクターとファイヤリング・ピンは遊底と一体になっていることが多い。半自動式拳銃（一部の例外を除く）のスライド（Pistol slide）は遊底の一種である。
遊底は、大砲の閉鎖機に相当するが、大砲では弾薬に薬莢を使用しないものもあり、その場合砲尾から発射薬の燃焼ガスを漏らさないよう隙間なく密閉されるのに対して、銃器類では薬莢によって発射薬の燃焼ガスが後部に漏れないため、遊底は薬莢の後退圧力を支えるだけで済む。